# James J. Martin
Pour les articles homonymes, voir James Martin (homonymie) et Martin.
James J. Martin (ou Jim Martin), né le 29 décembre 1960, est un prêtre jésuite américain, écrivain et éditorialiste au magazine jésuite America. En 2017, il est nommé consultant auprès du Dicastère pour la communication.

## Biographie
James Martin naît et grandit à Plymouth Meeting, en Pennsylvanie, aux États-Unis. En 1982, il est diplômé de la Wharton School of Business de l’Université de Pennsylvanie. Il travaille pendant six ans en finance d’entreprise chez General Electric.
En 1988, il entre dans la Compagnie de Jésus. Il obtient en 1994 un master en philosophie de l'Université Loyola de Chicago et en 1999 un master en théologie de la Weston Jesuit School of Theology. Il est ordonné prêtre la même année.
Son approche pastorale ouverte vis-à-vis de la communauté homosexuelle lui vaut des critiques de la part des catholiques conservateurs,,,.
Il est nommé en avril 2017 consultant auprès du Dicastère pour la communication,.
Fin juin 2021, le père James Martin organise sur internet une conférence sur le thème de la lutte contre l’homophobie et les discriminations basées sur le genre ou l’orientation sexuelle. Le pape François salue son initiative en lui adressant un courrier de soutien.

## Écrits
- James Martin (trad. de l'anglais par Augustin Laurent-Huyghues-Beaufond), Bâtir un pont. L’Église et la communauté LGBT, Paris, Cerf, 2018, 155 p. (ISBN 978-2204127493).